# Linda Mackenzie
Linda Mackenzie (n. 14 decembrie 1983, Mackay, Queensland, Australia) este o înotătoare ce a reprezentat Australia, medaliată olimpică. A participat la o ediție a Jocurilor Olimpice (2008) în care a câștigat două medalii de aur.